# Диод

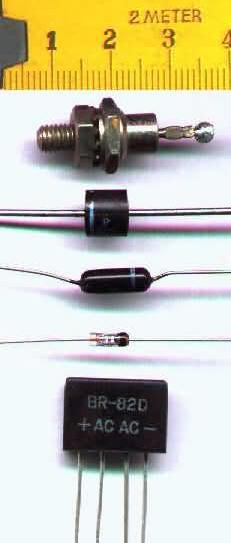
Четыре полупроводниковых диода и полупроводниковый диодный мост

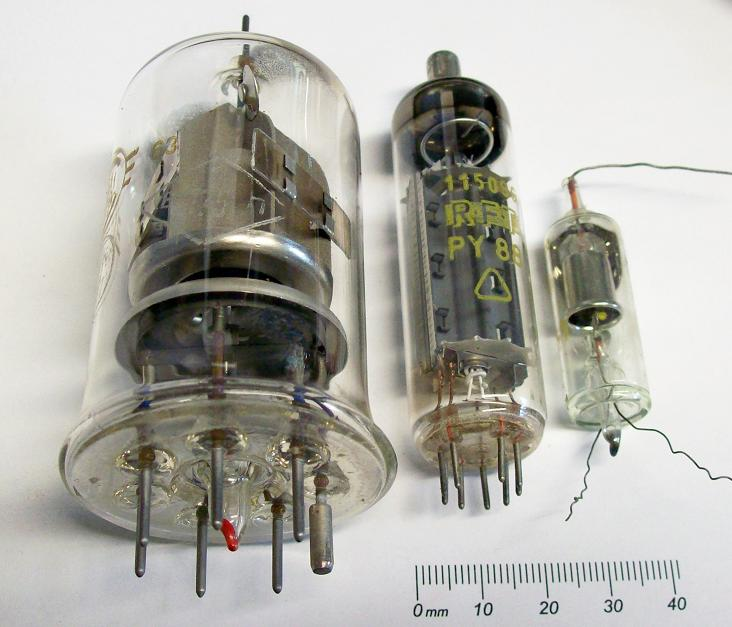
Электровакуумные диоды

Дио́д (от др.-греч. δις — два и — от окончания -од термина электрод; букв. «двухэлектродный»; корень -од происходит от др.-греч. ὁδός «путь») — двухэлектродный электронный компонент, обладающий различной электрической проводимостью в зависимости от полярности приложенного к диоду напряжения. Диоды обладают нелинейной вольт-амперной характеристикой, но в отличие от ламп накаливания, варисторов и терморезисторов, у диодов, а также у стабилитронов и варикапов как их вариантов она несимметрична.
Электроды диода носят названия анод и катод. У большинства диодов (электровакуумных диодов, выпрямительных полупроводниковых диодов) при приложении прямого напряжения (то есть анод имеет положительный потенциал относительно катода) диод открыт (через диод течёт прямой ток, диод имеет малое сопротивление). Напротив, если к диоду приложено обратное напряжение (катод имеет положительный потенциал относительно анода), то диод закрыт (сопротивление диода велико, обратный ток мал, и может считаться равным нулю во многих практических случаях).

## История создания и развития диодов

Сверху — обозначение по ГОСТ 2.730-73 выпрямительного полупроводникового диода на схемах.
Ниже — внешний вид типичных представителей полупроводниковых диодов. На корпусе прибора катод обычно обозначается кольцом или точкой.

Развитие диодов началось в третьей четверти XIX века сразу по двум направлениям: в 1873 году британский учёный Ф. Гутри обнаружил, что отрицательно заряженный шар электроскопа при его сильном накаливании теряет заряд, но если его зарядить положительно, то заряд не теряется. Объяснить это явления в то время не могли. Это явление вызвано термоэлектронной эмиссией и затем использовалось в электровакуумных диодах с накаливаемым катодом. Термоэлектронная эмиссия была заново открыта 13 февраля 1880 года Томасом Эдисоном в его опытах по продлению срока службы накаливаемой нити в лампах накаливания, и затем, в 1883 году, запатентовано им (патент США № 307031). Однако Эдисон в дальнейшем его не изучал.
Впервые диод с термоэлектронной эмиссией был запатентован в Британии Джоном Амброзом Флемингом (научным советником компании Маркони и бывшим сотрудником Эдисона) 16 ноября 1904 года (патент США № 803684 от ноября 1905 года).
В 1874 году немецкий учёный Карл Фердинанд Браун открыл выпрямляющие свойства кристаллических диодов, а в 1899 году Браун запатентовал кристаллический выпрямитель. Джэдиш Чандра Боус развил далее открытие Брауна в устройство, применимое для приёма радиоволн. Около 1900 года Гринлиф Пикард создал первый радиоприёмник на кристаллическом диоде. 20 ноября 1906 года Пикард запатентовал кремниевый кристаллический детектор (патент США № 836531).
В конце XIX века устройства подобного рода назывались выпрямителями, и лишь в 1919 году Вильям Генри Иклс ввёл в обиход термин «диод».
В первые десятилетия развития полупроводниковой технологии точность изготовления диодов была настолько низкой, что заместитель министра электронной промышленности СССР К. Мартюшов писал в 1965 году: «Вот почему в мировой практике пока не существует способов изготовления диодов и транзисторов со строго определёнными, наперед заданными характеристиками».

## Типы диодов
Диоды бывают электровакуумные (кенотроны), газонаполненные (газотроны, игнитроны, стабилитроны коронного и тлеющего разряда), полупроводниковые и др. В настоящее время в подавляющем большинстве случаев применяются полупроводниковые диоды.
|                   |                   |                   |                   | Диоды             |                   |  |  |  |  |  |  |  |  |  |  |                      |                      |                      |                      |                      |                      |  |  |           |           |           |           |           |           |  |  |  |  |  |  |  |  |  |  |
|                   |                   |                   |                   |                   |                   |  |  |  |  |  |  |  |  |  |  |                      |                      |                      |                      |                      |                      |  |  |           |           |           |           |           |           |  |  |  |  |  |  |  |  |  |  |
|                   |                   |                   |                   |                   |                   |  |  |  |  |  |  |  |  |  |  |                      |                      |                      |                      |                      |                      |  |  |           |           |           |           |           |           |  |  |  |  |  |  |  |  |  |  |
| Полупроводниковые | Полупроводниковые | Полупроводниковые | Полупроводниковые | Полупроводниковые | Полупроводниковые |  |  |  |  |  |  |  |  |  |  | Не полупроводниковые | Не полупроводниковые | Не полупроводниковые | Не полупроводниковые | Не полупроводниковые | Не полупроводниковые |  |  |           |           |           |           |           |           |  |  |  |  |  |  |  |  |  |  |
| Полупроводниковые | Полупроводниковые | Полупроводниковые | Полупроводниковые | Полупроводниковые | Полупроводниковые |  |  |  |  |  |  |  |  |  |  | Не полупроводниковые | Не полупроводниковые | Не полупроводниковые | Не полупроводниковые | Не полупроводниковые | Не полупроводниковые |  |  |           |           |           |           |           |           |  |  |  |  |  |  |  |  |  |  |
|                   |                   |                   |                   |                   |                   |  |  |  |  |  |  |  |  |  |  |                      |                      |                      |                      |                      |                      |  |  |           |           |           |           |           |           |  |  |  |  |  |  |  |  |  |  |
|                   |                   |                   |                   |                   |                   |  |  |  |  |  |  |  |  |  |  | Газозаполненные      | Газозаполненные      | Газозаполненные      | Газозаполненные      | Газозаполненные      | Газозаполненные      |  |  | Вакуумные | Вакуумные | Вакуумные | Вакуумные | Вакуумные | Вакуумные |  |  |  |  |  |  |  |  |  |  |

### Электровакуумные диоды
Электровакуумные диоды представляют собой вакуумированный баллон с двумя электродами, один из них — катод — подогревается током, получаемым из специальной электрической цепи накала. При накале катода возникает термоэлектронная эмиссия и часть электронов покидает поверхность катода. Если к другому электроду — аноду — приложить положительное относительно катода напряжение, то под действием электрического поля электроны начнут двигаться к аноду, создавая ток. Если к аноду приложить отрицательное напряжение, то электроны будут отталкиваться от анода и тока не будет.

### Полупроводниковые диоды

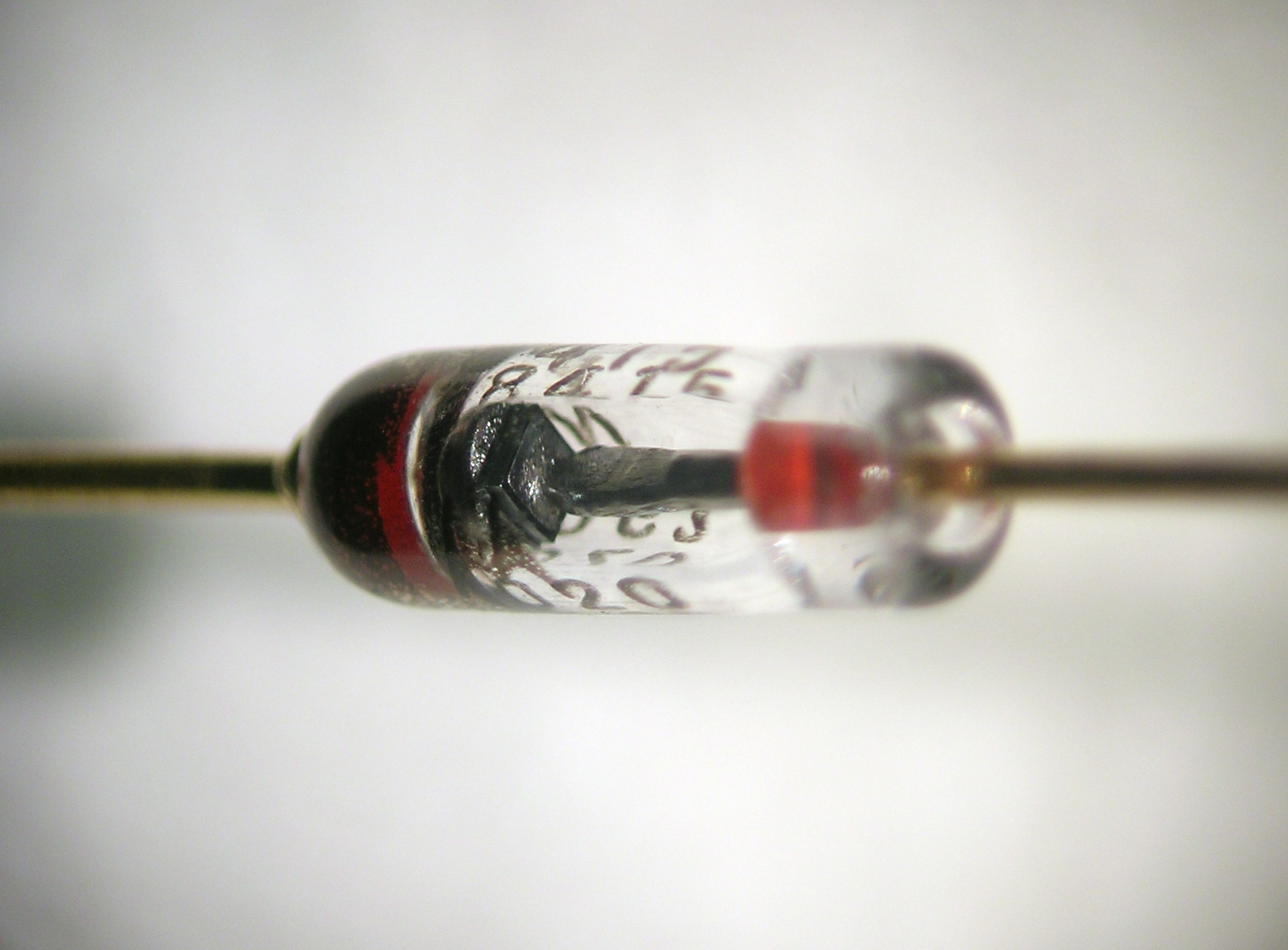
Полупроводниковый диод в стеклянном корпусе. На фотографии виден полупроводник с подходящими к нему контактами

Полупроводниковый диод состоит либо из полупроводников p-типа и n-типа (полупроводников с разным типом примесной проводимости), либо из полупроводника и металла (диод Шоттки). Контакт между полупроводниками называется p-n-переходом и проводит ток в одном направлении (обладает односторонней проводимостью). Некоторые типы полупроводниковых диодов не имеют p-n-перехода, например, диоды Ганна.

#### Некоторые типы полупроводниковых диодов

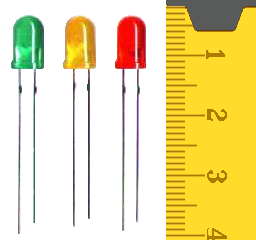
Цветные светодиоды.
Плоский срез на корпусе и короткий контакт — катод.

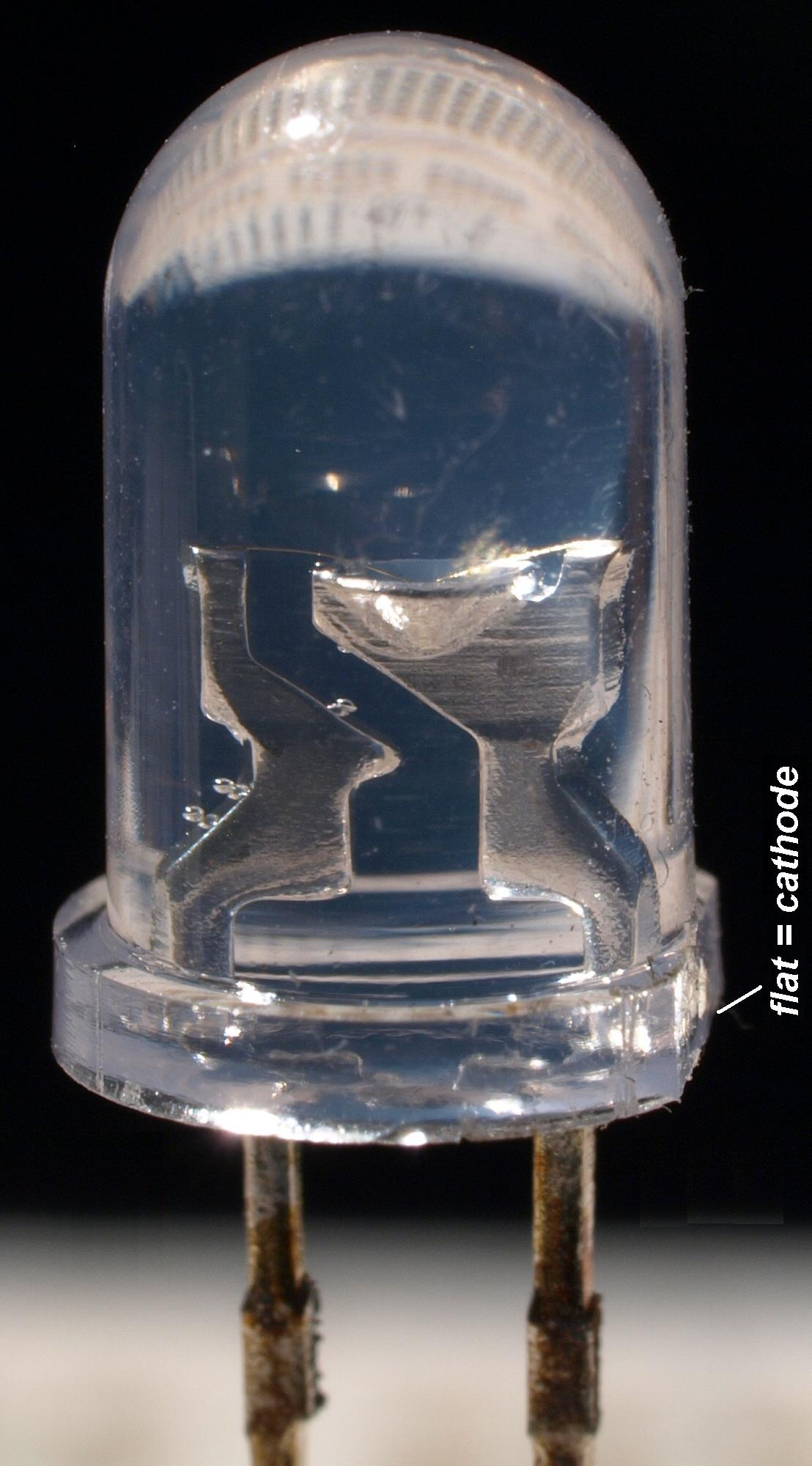
Светодиод ультрафиолетового излучения (увеличен).
Катод справа, рядом с плоским срезом на корпусе.

- Выпрямительный диод — мощный диод, рассчитанный для работы с высокими значениями тока и напряжения, предназначенный для преобразования переменного тока в постоянный. Используются в блоках питания различного назначения, а также электроэнергетике.
- Стабилитрон (диод Зенера) — диод, работающий в режиме обратимого пробоя p-n-перехода при приложении обратного напряжения. Используются для стабилизации напряжения.
- Туннельный диод (диод Лео Эсаки) — диод, в котором используются квантовомеханические эффекты. На вольт-амперной характеристике имеет область так называемого отрицательного дифференциального сопротивления. Применяются в усилителях, генераторах и пр.
- Обращённый диод — разновидность туннельного диода, имеющий гораздо более низкое падение напряжения в открытом состоянии, чем обычный диод. Принцип работы такого диода основан на туннельном эффекте.
- Варикап (диод Джона Джеумма) — диод, обладающий большой ёмкостью при запертом p-n-переходе, зависящей от величины приложенного обратного напряжения. Применяются в качестве конденсаторов переменной ёмкости, управляемых напряжением.
- Светодиод (диоды Генри Раунда) — диод, отличающийся от обычного диода тем, что при протекании прямого тока излучает фотоны при рекомбинации электронов и дырок в p-n-переходе. Выпускаются светодиоды с излучением в инфракрасном, видимом, а с недавних пор — и в ультрафиолетовом диапазоне.
- Полупроводниковый лазер — диод, близкий по устройству к светодиоду, но имеющий оптический резонатор. Излучает узкий луч когерентного света.
- Фотодиод — диод, в котором под действием света появляется значительный обратный ток. Также, под действием света, подобно солнечному элементу, способен генерировать небольшую ЭДС.
- Солнечный элемент — диод, похожий на фотодиод, но работающий без смещения. Падающий на p-n-переход свет вызывает движение электронов и генерацию тока.
- Диод Ганна — диод, используемый для генерации и преобразования частоты в СВЧ диапазоне.
- Диод Шоттки — диод с малым падением напряжения при прямом включении.
- Лавинный диод — диод, принцип работы которого основан на лавинном пробое (см. обратный участок вольт-амперной характеристики). Применяется для защиты цепей от перенапряжений.
- Лавинно-пролётный диод — диод, принцип работы которого основан на лавинном умножении носителей заряда. Применяется для генерации колебаний в СВЧ-технике.
- Магнитодиод — диод, вольт-амперная характеристика которого существенно зависит от значения индукции магнитного поля и расположения его вектора относительно плоскости p-n-перехода.
- Стабистор — диод, имеющий в начале прямой ветви вольт-амперной характеристики участок, позволяющий использовать его для стабилизации небольших напряжений (обычно от 0,5 до 3,0 В). В отличие от стабилитрона у стабистора это напряжение мало зависит от температуры.
- Смесительный диод — диод, предназначенный для перемножения двух высокочастотных сигналов.
- pin-диод — диод, обладающий меньшей ёмкостью за счёт наличия между сильнолегированными полупроводниками p- и n-типов материала, характеризующегося собственной проводимостью. Используется в СВЧ технике, силовой электронике, как фотодетектор.
- Точечный диод — диод, отличающийся низкой ёмкостью p-n-перехода и наличием на обратной ветви вольт-амперной характеристики участка с отрицательным дифференциальным сопротивлением. Ранее использовались в СВЧ технике (благодаря низкой ёмкости p-n-перехода) и применялись в генераторах и усилителях (благодаря наличию на обратной ветви вольт-амперной характеристики участка с отрицательным дифференциальным сопротивлением).

#### Графическое изображение на электрических схемах
Графические символы различных типов диодов используемые на электрических схемах в соответствии с их функциональным назначением. треугольник указывает направление тока от анода к катоду (прямая проводимость).

Диод
Светоизлучающий диод (Светодиод)
Фотодиод
Диод Шоттки
Диод супрессор (Защитный диод; TVS)
Туннельный диод
Варикап
Стабилитрон
Стабилитрон

### Диэлектрические диоды
Диэлектрический диод представляет собой пленочную структуру металл-диэлектрик-металл, имеющую вольт-амперную характеристику, аналогичную характеристике электровакуумного диода за счет использования разницы работ выхода из истока и стока.

## Основные характеристики и параметры диодов
| Uобр.макс.    | - | максимально допустимое постоянное обратное напряжение диода; |
| Uобр.и.макс.  | - | максимально допустимое импульсное обратное напряжение диода; |
| Iпр.макс.     | - | максимальный средний прямой ток за период;                   |
| Iпр.и.макс.   | - | максимальный импульсный прямой ток за период;                |
| Iпрг.         | - | ток перегрузки выпрямительного диода;                        |
| fмакс.        | - | максимально допустимая частота переключения диода;           |
| fраб.         | - | рабочая частота переключения диода;                          |
| Uпр. при Iпр. | - | постоянное прямое напряжения диода при токе Iпр;             |
| Iобр.         | - | постоянный обратный ток диода;                               |
| Тк.макс.      | - | максимально допустимая температура корпуса диода.            |
| Тп.макс.      | - | максимально допустимая температура перехода диода.           |

## Классификация и система обозначений диодов
Классификация диодов по их назначению, физическим свойствам, основным электрическим параметрам, конструктивно-технологическим признакам, роду исходного материала (полупроводника) отображается системой условных обозначений их типов. Система условных обозначений постоянно совершенствуется в соответствии с возникновением новых классификационных групп и типов диодов. Обычно системы обозначений представлены буквенно-цифровым кодом.

### В СССР
На территории СССР система условных обозначений неоднократно претерпевала изменения и до настоящего времени на радиорынках можно встретить полупроводниковые диоды, выпущенные на заводах СССР и с системой обозначений согласно отраслевому стандарту ОСТ 11 336.919-81, базирующемуся на ряде классификационных признаков изделий.
1. Первый элемент буквенно-цифрового кода обозначает исходный материал (полупроводник), на основе которого изготовлен диод, например:
  - Г или 1 — германий или его соединения;
  - К или 2 — кремний или его соединения;
  - А или 3 — соединения галлия (например, арсенид галлия);
  - И или 4 — соединения индия (например, фосфид индия);
2. второй элемент — буквенный индекс, определяющий подкласс приборов;
  - Д — для обозначения выпрямительных, импульсных, магнито- и термодиодов;
  - Ц — выпрямительных столбов и блоков;
  - В — варикапов;
  - И — туннельных диодов;
  - А — сверхвысокочастотных диодов;
  - С — стабилитронов, в том числе стабисторов и ограничителей;
  - Л — излучающие оптоэлектронные приборы;
  - О — оптопары;
  - Н — диодные тиристоры;
3. третий элемент — цифра (или в случае оптопар — буква), определяющая один из основных признаков прибора (параметр, назначение или принцип действия);
4. четвёртый элемент — число, обозначающее порядковый номер разработки технологического типа изделия;
5. пятый элемент — буквенный индекс, условно определяющий классификацию по параметрам диодов, изготовленных по единой технологии.

Например: КД212Б, ГД508А, КЦ405Ж.
Кроме того, система обозначений предусматривает (в случае необходимости) введение в обозначение дополнительных знаков для выделения отдельных существенных конструктивно-технологических особенностей изделий.

### В России
Продолжает действовать ГОСТ 2.730-73 — «Приборы полупроводниковые. Условные обозначения графические»

### Зарубежная система обозначений
Существует ряд общих принципов стандартизации системы кодирования для диодов за рубежом. Наиболее распространены стандарты EIA/JEDEC и европейский «Pro Electron».

#### Система EIA/JEDEC
Стандартизированная система EIA370 нумерации 1N-серии была введена в США EIA/JEDEC (Объединённый инженерный консилиум по электронным устройствам) приблизительно в 1960 году. Среди самого популярного в этой серии были: 1N34A/1N270 (германиевый), 1N914/1N4148
(кремниевый), 1N4001—1N4007 (кремниевый выпрямитель 1A) и 1N54xx (мощный кремниевый выпрямитель 3A).

#### Система Pro Electron
Согласно европейской системе обозначений активных компонентов Pro Electron, введённой в 1966 году и состоящей из двух букв и числового кода:
1. первая буква обозначает материал полупроводника:
  - A — Germanium (германий) или его соединения;
  - B — Silicium (кремний) или его соединения;
2. вторая буква обозначает подкласс приборов:
  - A — сверхвысокочастотные диоды;
  - B — варикапы;
  - X — умножители напряжения;
  - Y — выпрямительные диоды;
  - Z — стабилитроны, например:

- AA-серия — германиевые сверхвысокочастотные диоды (например, AA119);
- BA-серия — кремниевые сверхвысокочастотные диоды (например: BAT18 — диодный переключатель)
- BY-серия — кремниевые выпрямительные диоды (например: BY127 — выпрямительный диод 1250V, 1А);
- BZ-серия — кремниевые стабилитроны (например, BZY88C4V7 — стабилитрон 4,7V).

#### Другие системы обозначений
Другие распространённые системы нумерации/кодирования (обычно производителем) включают:
- GD-серия германиевых диодов (например, GD9) — это очень старая система кодирования;
- OA-серия германиевых диодов (например, OA47) — кодирующие последовательности разработаны британской компанией Mullard.

Система JIS маркирует полупроводниковые диоды, начиная с «1S».
Кроме того, многие производители или организации имеют свои собственные системы общей кодировки, например:
- HP диод 1901-0044 = JEDEC 1N4148
- Военный диод CV448 (Великобритания) = Mullard типа OA81 = GEC типа GEX23

## Вольт-амперная характеристика полупроводникового выпрямительного диода

### Уравнение Шокли для диода
Уравнение Шокли для идеального диода (названо в честь изобретателя транзистора Уильяма Шокли) описывает вольт-амперную характеристику диода в идеализированном упрощённом случае.
Уравнение Шокли для диода (или иногда называемое закон диода) получено с допущением, что единственными процессами, вызывающими ток в диоде, является дрейф носителей заряда, диффузия и рекомбинация. Также полагается, что ток в p-n-области, вызванный рекомбинацией, незначителен.
Уравнение Шокли для идеального диода:
{\displaystyle I(V)=I_{\mathrm {S} }\left(e^{V/(nV_{\mathrm {T} })}-1\right),}
где I — ток, проходящий через диод;
IS — ток насыщения диода (максимальная величина обратного тока без учёта пробоя);
V — напряжение на диоде;
VT — термическое напряжение диода;
n — коэффициент неидеальности, также называемый коэффициент эмиссии.
Термическое напряжение VT приблизительно составляет 25,85 мВ при 300 K (температура, близкая к комнатной температуре, обычно используемой в программах моделирования). Для конкретной температуры его можно найти по формуле:
{\displaystyle V_{\mathrm {T} }={\frac {kT}{q}},}
где k — постоянная Больцмана;
T — абсолютная температура p-n-перехода;
q — элементарный заряд электрона.
Коэффициент неидеальности n обычно лежит в пределах от 1 до 2 (хотя в некоторых случаях может быть выше) в зависимости от технологии изготовления и применённого полупроводникового материала. Во многих случаях предполагается, что n примерно равно 1 (таким образом, коэффициент n в формуле опускается). Коэффициент неидеальности не входит в уравнение диода Шокли и был введён для учёта несовершенства реальных p-n-переходов. Поэтому при n = 1 уравнение сводится к уравнению Шокли для идеального диода.
Ток насыщения IS не постоянен для каждого диода, зависит от температуры и эта зависимость значительно больше зависимости напряжения VT от температуры. Напряжение V уменьшается при увеличении T при фиксированном I, ток насыщения — нарастает.

## Применение диодов

### Диодные выпрямители

Трёхфазный выпрямитель А. Н. Ларионова на трёх полумостах

Диоды широко используются для преобразования переменного тока в постоянный (точнее, в однонаправленный пульсирующий; см. выпрямитель). Диодный выпрямитель или диодный мост (то есть 4 диода для однофазной схемы, 6 — для трёхфазной полумостовой схемы или 12 — для трёхфазной полномостовой схемы, соединённых между собой по схеме) — основной компонент блоков питания практически всех электронных устройств. Диодный трёхфазный выпрямитель по схеме А. Н. Ларионова на трёх параллельных полумостах применяется в автомобильных генераторах, преобразует переменный трёхфазный ток генератора в постоянный ток бортовой сети автомобиля. Применение генератора переменного тока в сочетании с диодным выпрямителем вместо генератора постоянного тока с щёточно-коллекторным узлом позволило значительно уменьшить размеры автомобильного генератора и повысить его надёжность.
В некоторых выпрямительных устройствах до сих пор применяются селеновые выпрямители. Это вызвано той их особенностью, что при превышении предельно допустимого тока, происходит выгорание селена (участками), не приводящее (до определённой степени) ни к потере выпрямительных свойств, ни к короткому замыканию — пробою.
В высоковольтных выпрямителях применяются селеновые высоковольтные столбы из множества последовательно соединённых селеновых выпрямителей и кремниевые высоковольтные столбы из множества последовательно соединённых кремниевых диодов.
Если соединено последовательно и согласно (в одну сторону) несколько диодов, пороговое напряжение, необходимое для отпирания всех диодов, увеличивается.

### Диодные детекторы
Диоды в сочетании с конденсаторами применяются для выделения низкочастотной модуляции из амплитудно-модулированного радиосигнала или других модулированных сигналов. Диодные детекторы применяются в радиоприёмных устройствах (радиоприёмниках, телевизорах и им подобных). При работе диода используется квадратичный участок вольт-амперной характеристики.

### Диодная защита

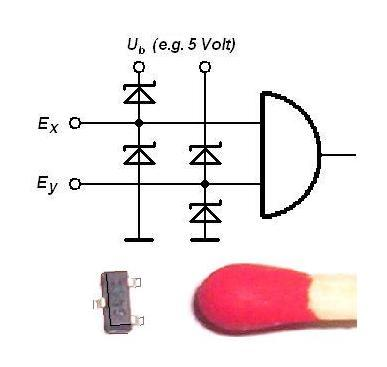
Два входа логического элемента защищены двумя диодными цепочками. Внизу — трёхвыводная защитная диодная сборка в виде микросхемы в сравнении со спичечной головкой

Диоды применяются для защиты устройств от неправильной полярности включения, защиты входов схем от перегрузки, защиты ключей от пробоя ЭДС самоиндукции, возникающей при выключении индуктивной нагрузки и другого.
Для защиты входов аналоговых и цифровых схем от перегрузки используется цепочка из двух диодов, подключённых к шинам питания в обратном направлении как показано на рисунке. Защищаемый вход подключается к средней точке этой цепочки. При нормальной работе потенциал входа находится в пределах от потенциала «земли» до потенциала питания, при этом обратно смещённые диоды закрыты и почти не оказывают влияния на работу схемы. При изменении потенциала входа свыше питающего напряжения или ниже потенциала «земли» один из диодов открывается и шунтирует вход схемы, ограничивая таким образом допустимый потенциал входа диапазоном в пределах питающего напряжения плюс или минус прямое падение напряжения на диоде.
Часто такие диодные цепочки интегрируют в состав ИС на этапе проектирования кристалла, либо предусматриваются при разработке схем узлов, блоков, устройств. Выпускаются готовые защитные сборки из двух диодов в трёхвыводных «транзисторных» корпусах.
Для сужения или расширения диапазона защиты вместо потенциалов источника питания можно использовать другие потенциалы в соответствии с требуемым диапазоном.
При защите от мощных помех, возникающих на длинных проводных линиях, например, при грозовых разрядах, может потребоваться использование более сложных схем, вместе с диодами включающих в себя резисторы, варисторы, разрядники.

Диодная защита ключа, коммутирующего индуктивную нагрузку. Так как напряжение на открытом диоде очень мало зависит от протекающего через него тока, спадание тока через катушку индуктивности после закрывания ключа практически линейно зависит от времени. Значения напряжений указаны ориентировочно.
— ключ, например, биполярный транзистор;
— включённое и выключенное состояния ключа;
— напряжение на ключе;
— ток катушки индуктивности;
— ток через диод после его открывания.

При выключении индуктивных нагрузок (таких как реле, электромагниты, магнитные пускатели, электродвигатели) коммутирующими ключами возникает ЭДС самоиндукции, пропорциональная скорости изменения тока:
{\displaystyle {\mathcal {E}}_{i}=-L{\frac {dI}{dt}},}
где {\displaystyle L} — индуктивность;
{\displaystyle I} — ток через индуктивность;
{\displaystyle t} — время.
ЭДС самоиндукции препятствует уменьшению силы тока через индуктивность и «стремится» поддержать ток на прежнем уровне. При выключении тока энергия магнитного поля, накопленная индуктивностью, должна где-то рассеяться. Магнитное поле, создаваемое индуктивной нагрузкой, обладает энергией:
{\displaystyle W={\frac {LI^{2}}{2}},}
где {\displaystyle L} — индуктивность;
{\displaystyle I} — ток через индуктивность.
Таким образом, после отключения тока индуктивность превращается в источник тока и напряжения, а возникающее при этом на закрытом ключе напряжение может достичь высоких значений и привести к искрению и обгоранию электромеханических контактов и пробою полупроводниковых коммутирующих индуктивность ключей или пробою изоляции, поскольку энергия, накопленная в индуктивности будет рассеиваться непосредственно на само́м ключе.
Диодная защита является простой и одной из широко распространённых схем, позволяющих защитить ключи с индуктивной нагрузкой. Диод включается параллельно катушке индуктивности так, чтобы при замкнутом ключе диод был закрыт. При отключении тока возникающая ЭДС самоиндукции направлена против ранее приложенного к индуктивности напряжения, эта противоположно направленная ЭДС открывает диод. Ранее протекавший через индуктивность ток переключается на диод и энергия магнитного поля рассеивается на диоде и внутреннем активном сопротивлении катушки индуктивности, не вызывая повреждения ключа.
В схеме защиты с только одним диодом напряжение на катушке будет равным падению напряжения на диоде в прямом направлении — около 0,6—1 В для кремниевого диода, в зависимости от величины тока. Из-за малости этого напряжения {\displaystyle U_{L}} индуктивность можно считать практически закороченной и ток будет спадать довольно медленно. Скорость изменения тока в катушке индуктивности в пренебрежении её собственного активного сопротивления:
{\displaystyle {\frac {dI}{dt}}=-{\frac {U_{L}}{L}}.}
Например, для индуктивности в 1 Гн, эта величина порядка индуктивности обмоток мощных контакторов и исполнительных соленоидов скорость падения тока будет около 0,5—1 А/с.
Для ускорения выключения индуктивной нагрузки необходимо увеличивать напряжение на выводах катушки индуктивности после отключения, так как чем больше напряжение, тем быстрее спадает ток. Для этого может потребоваться использование более сложной защитной схемы, например, включение стабилитрона последовательно с диодом, диод в комбинации с резистором, варистором или резисторно-ёмкостной цепочкой.

### Диодные переключатели
Диодные переключатели применяются для коммутации высокочастотных сигналов. Управление осуществляется постоянным током, разделение ВЧ и управляющего сигнала — с помощью конденсаторов и индуктивностей.